# Széchenyi tér (Pécs)
Ne doit pas être confondu avec Széchenyi István tér.
 (signalé en juillet 2025).
Si vous disposez d'ouvrages ou d'articles de référence ou si vous connaissez des sites web de qualité traitant du thème abordé ici, merci de compléter l'article en donnant les références utiles à sa vérifiabilité et en les liant à la section « Notes et références ».
- Archive Wikiwix
- Bing
- Cairn
- DuckDuckGo
- E. Universalis
- Gallica
- Google
- G. Books
- G. News
- G. Scholar
- Persée
- Qwant
- (zh) Baidu
- (ru) Yandex
- (wd) trouver des œuvres sur Wikidata

Széchenyi tér [ˈseːtʃeːɲi teːr] est une vaste place située dans le centre-ville de Pécs, quartier de Belváros. Bordée d'édifices élégants tels l'Hôtel de ville de Pécs, l'Église de l'Ordre de la Miséricorde, l'Hôtel du comitat, l'Hôtel Nádor et l’Église Notre-Dame-de-la-Chandeleur (ancienne mosquée de Gázi Kászim pacha). Au centre de la place se trouve la colonne de la Trinité ainsi que le Puits Zsolnay.

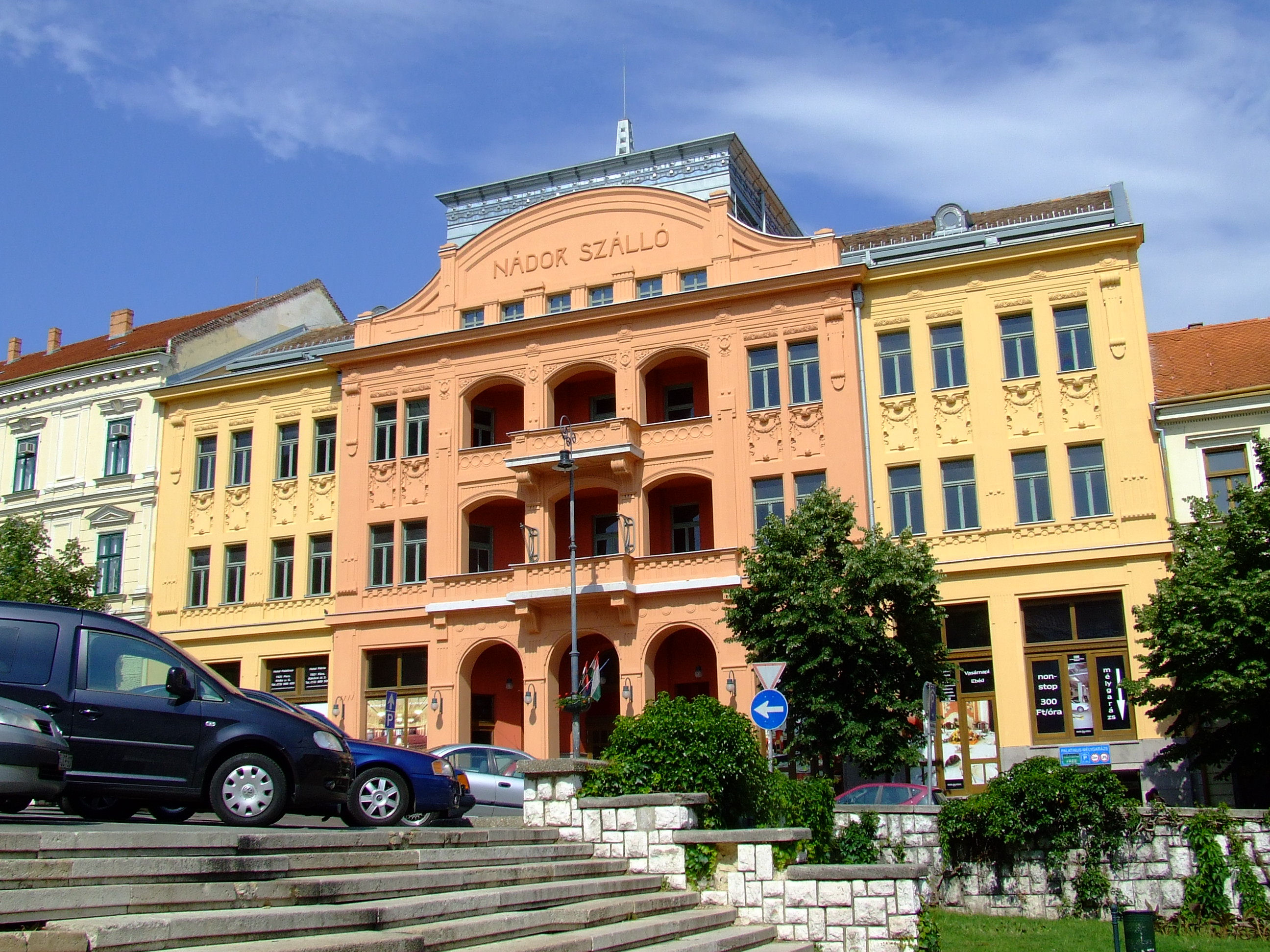
Hôtel Nádor
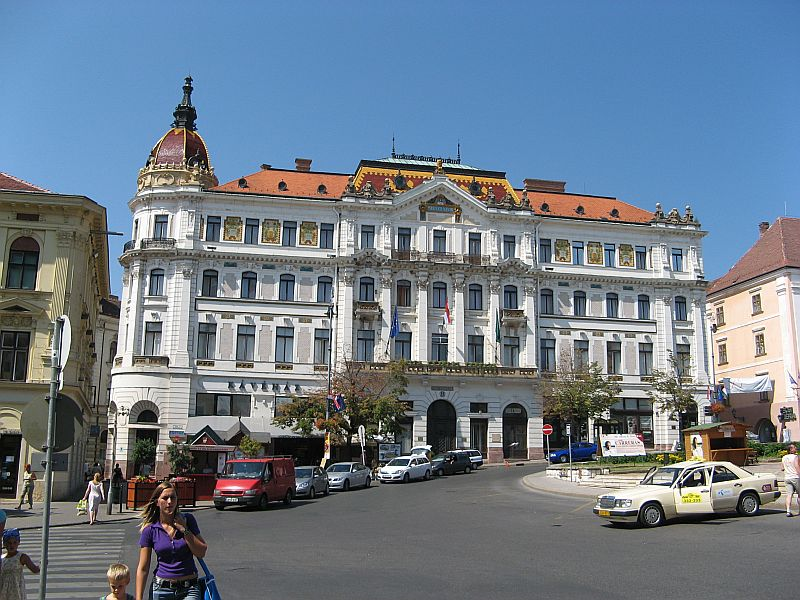
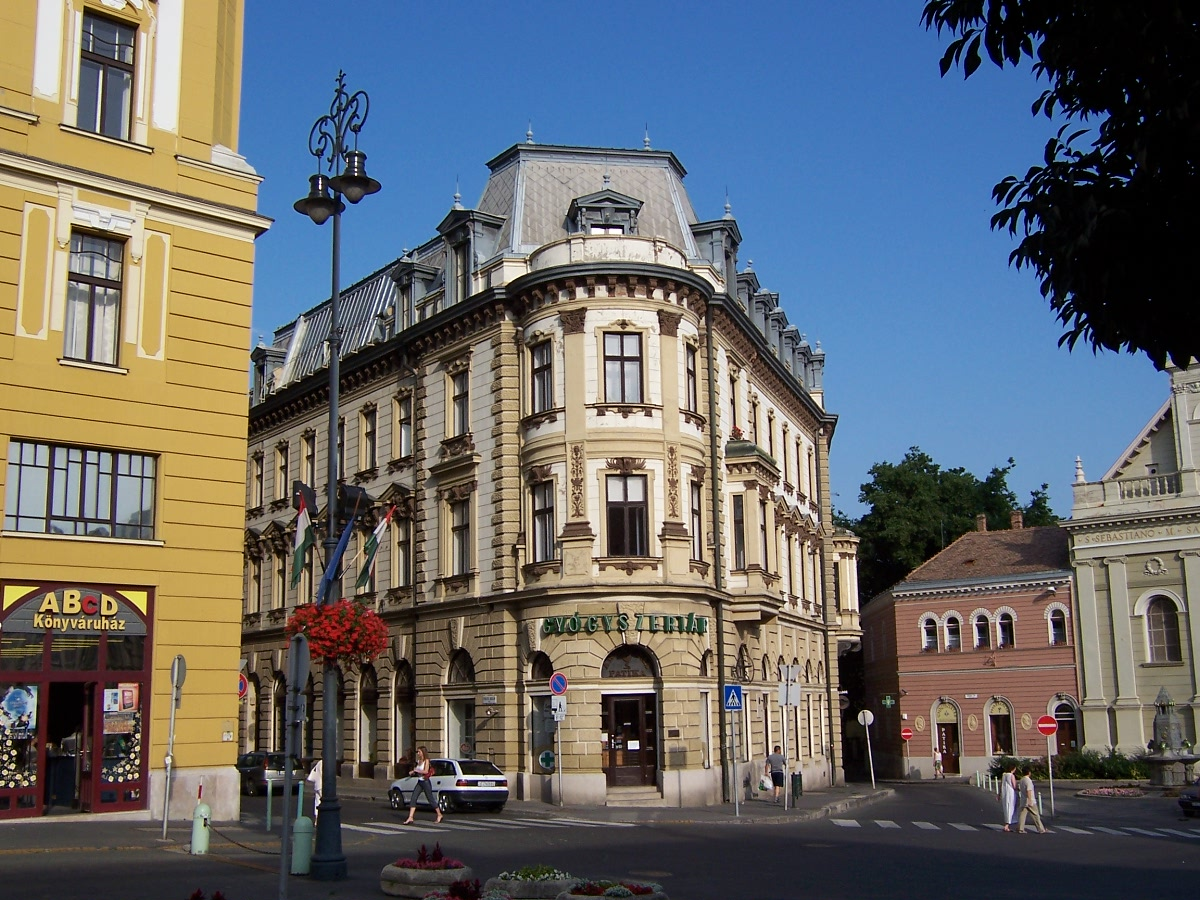
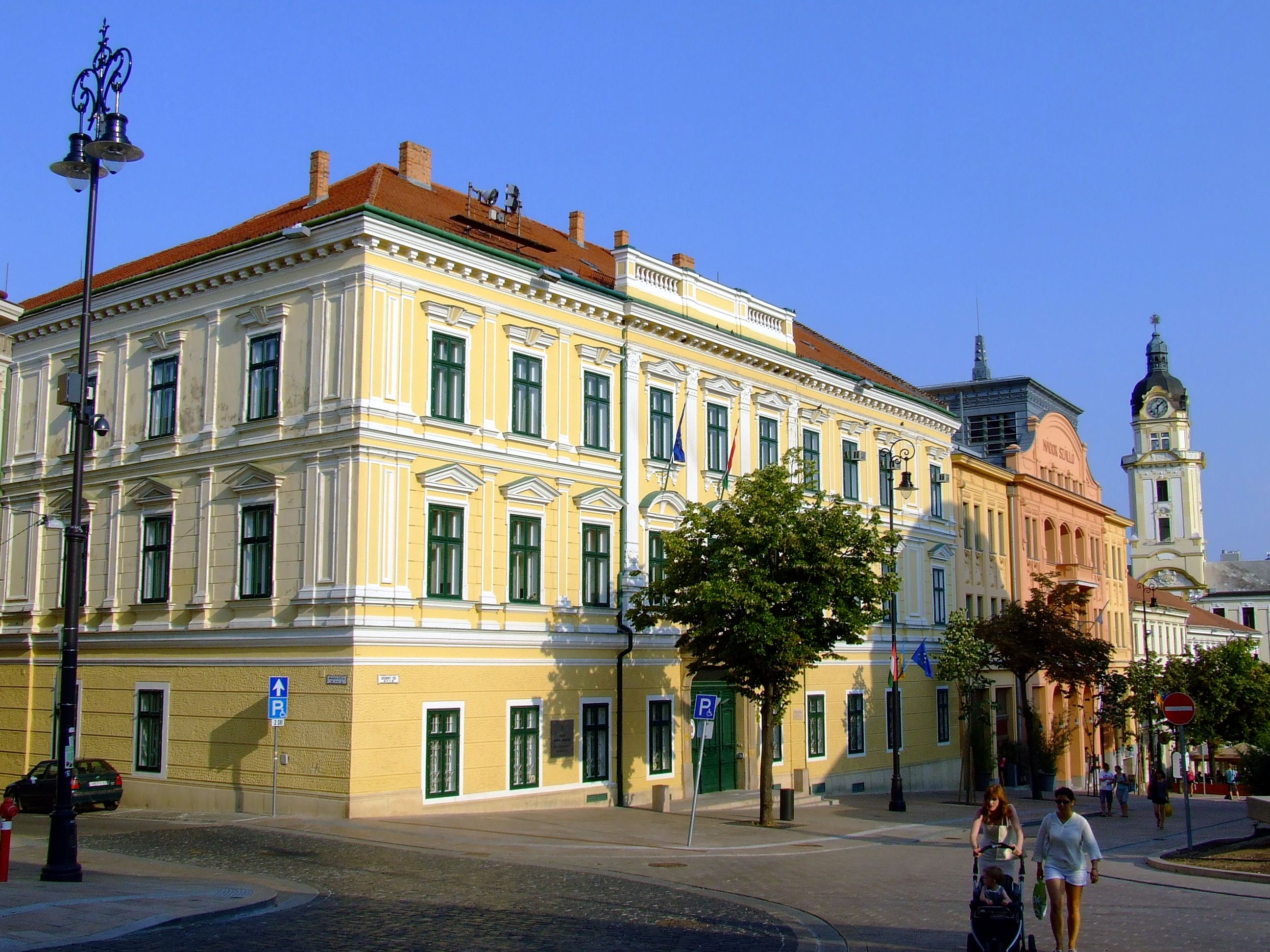
Tribunal de Pécs
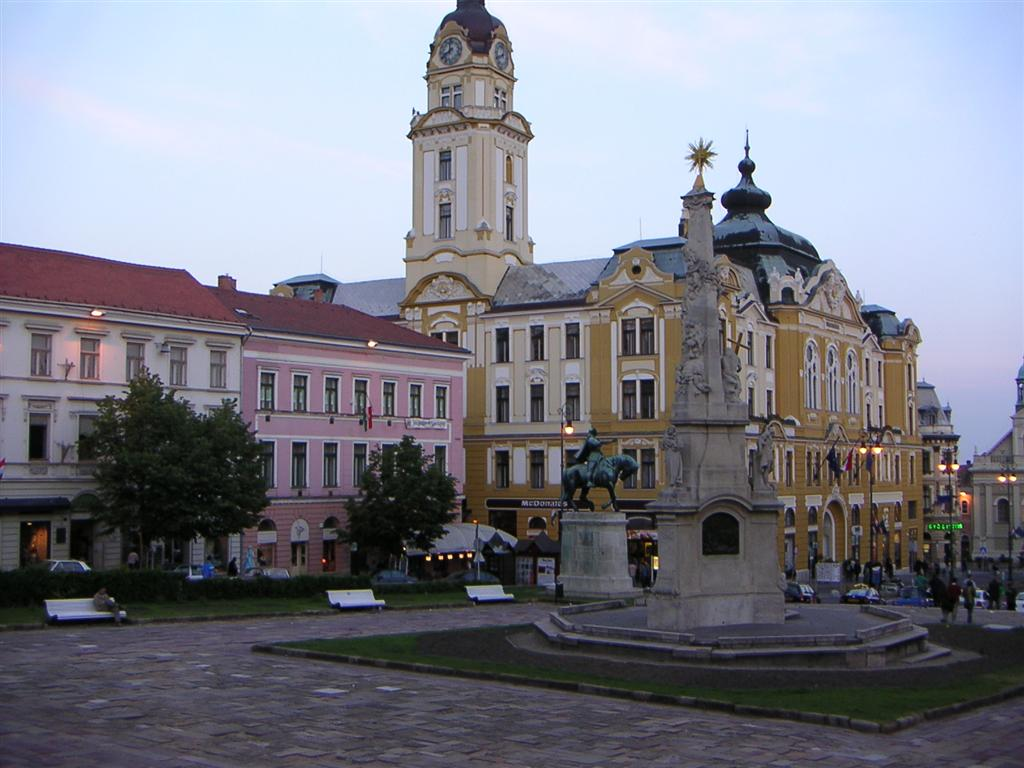
Colonne de la Trinité et Hôtel de ville